# Keven Stammen
Keven Stammen (* 15. November 1985 in Coldwater, Ohio) ist ein professioneller US-amerikanischer Pokerspieler. Er gewann 2009 ein Bracelet bei der World Series of Poker und 2014 das Main Event der World Poker Tour.

## Persönliches
Stammen wuchs in seiner Geburtsstadt Coldwater auf und besuchte dort die Coldwater High School.

## Pokerkarriere
Stammen spielt seit seinem 16. Lebensjahr Poker und betreibt das Kartenspiel seit dem Alter von 18 Jahren professionell. Er begann mit dem Spielen von Cash Games in Casinos im kanadischen Windsor. Online spielt Stammen unter den Nicknames Stammdogg (PokerStars), Stamdogg (Full Tilt Poker, partypoker sowie Bodog) und Stamdogg3 (Absolute Poker sowie UltimateBet). Anfang des Jahres 2011 stand er zeitweise auf dem dritten Platz des PokerStake-Rankings, das die erfolgreichsten Onlinepoker-Turnierspieler weltweit listet. Bis Mai 2016 erspielte sich Stammen mit Online-Turnierpoker mehr als 6 Millionen US-Dollar.
Seine erste Geldplatzierung bei einem Live-Turnier erzielte Stammen Ende November 2006 im Hotel Bellagio am Las Vegas Strip. Dort gewann er ein Turnier des Five Diamond World Poker Classic mit einer Siegprämie von über 20.000 US-Dollar. Anfang Juni 2007 war er erstmals bei der World Series of Poker (WSOP) im Rio All-Suite Hotel and Casino am Las Vegas Strip erfolgreich und kam bei zwei Turnieren der Variante No Limit Hold’em in die Geldränge. Während der Turnierserie belegte er im Venetian Resort Hotel bei einem Deepstack-Event einen mit rund 45.000 US-Dollar dotierten zweiten Platz. Bei der WSOP 2009 sicherte sich Stammen einen Turniersieg und erhielt mehr als 500.000 US-Dollar sowie ein Bracelet. Anfang November 2010 wurde er beim Main Event der World Poker Tour (WPT) in Mashantucket Fünfter, was mit knapp 130.000 US-Dollar bezahlt wurde. Beim Main Event der Master Classics of Poker in Amsterdam belegte er Mitte November 2011 den mit knapp 90.000 Euro dotierten fünften Platz. Im Oktober 2012 belegte Stammen bei Side-Events der European Poker Tour in Sanremo einen ersten und einen zweiten Platz, was ihm Preisgelder von knapp 300.000 Euro einbrachte. Beim WPT-Main-Event in Coconut Creek belegte er im Februar 2014 den dritten Platz und erhielt mehr als 120.000 US-Dollar. Ende April 2014 setzte er sich beim WPT-Main-Event in Atlantic City durch und sicherte sich den Hauptpreis von 1,35 Millionen US-Dollar. Anfang Juni 2015 wurde er beim Main Event des Deep Stack Extravaganza im Venetian Resort Hotel Zweiter für knapp 200.000 US-Dollar. Wenige Wochen später gewann Stammen im M Resort Spa Casino am Las Vegas Strip das Main Event der Hollywood Poker Open mit einer Siegprämie von knapp 350.000 US-Dollar. Mitte Februar 2018 sicherte er sich den Sieg beim Main Event des WSOP-Circuits in Milwaukee und erhielt einen goldenen Ring sowie den Hauptpreis von knapp 200.000 US-Dollar.
Insgesamt hat sich Stammen mit Poker bei Live-Turnieren mehr als 6,5 Millionen US-Dollar erspielt.